# Raško Katić
Raško Katić (in serbo Рашко Катић?; Kragujevac, 8 dicembre 1980) è un cestista serbo.

## Carriera
Con la Serbia ha disputato i Campionati europei del 2013 e i Campionati mondiali del 2014.

## Palmarès

### Squadra
- Campionato serbo: 2

Partizan Belgrado: 2010-11, 2011-12
- Coppa di Serbia: 4

Partizan Belgrado: 2011, 2012
Stella Rossa Belgrado: 2013, 2014
- Lega Adriatica: 1

Partizan Belgrado: 2010-11
- Campionato belga: 2

Ostenda: 2015-16, 2016-17
- Coppa del Belgio: 2

Ostenda: 2016, 2017
- Supercoppe del Belgio: 1

Ostenda: 2015

### Individuale
- MVP finals Lega Adriatica: 1

Stella Rossa Belgrado: 2012-13